# 33B突擊步兵砲
33B突擊步兵砲（德語：Sturm-Infanteriegeschütz 33B）是一款德國於第二次世界大戰中使到的步兵支援突擊炮。

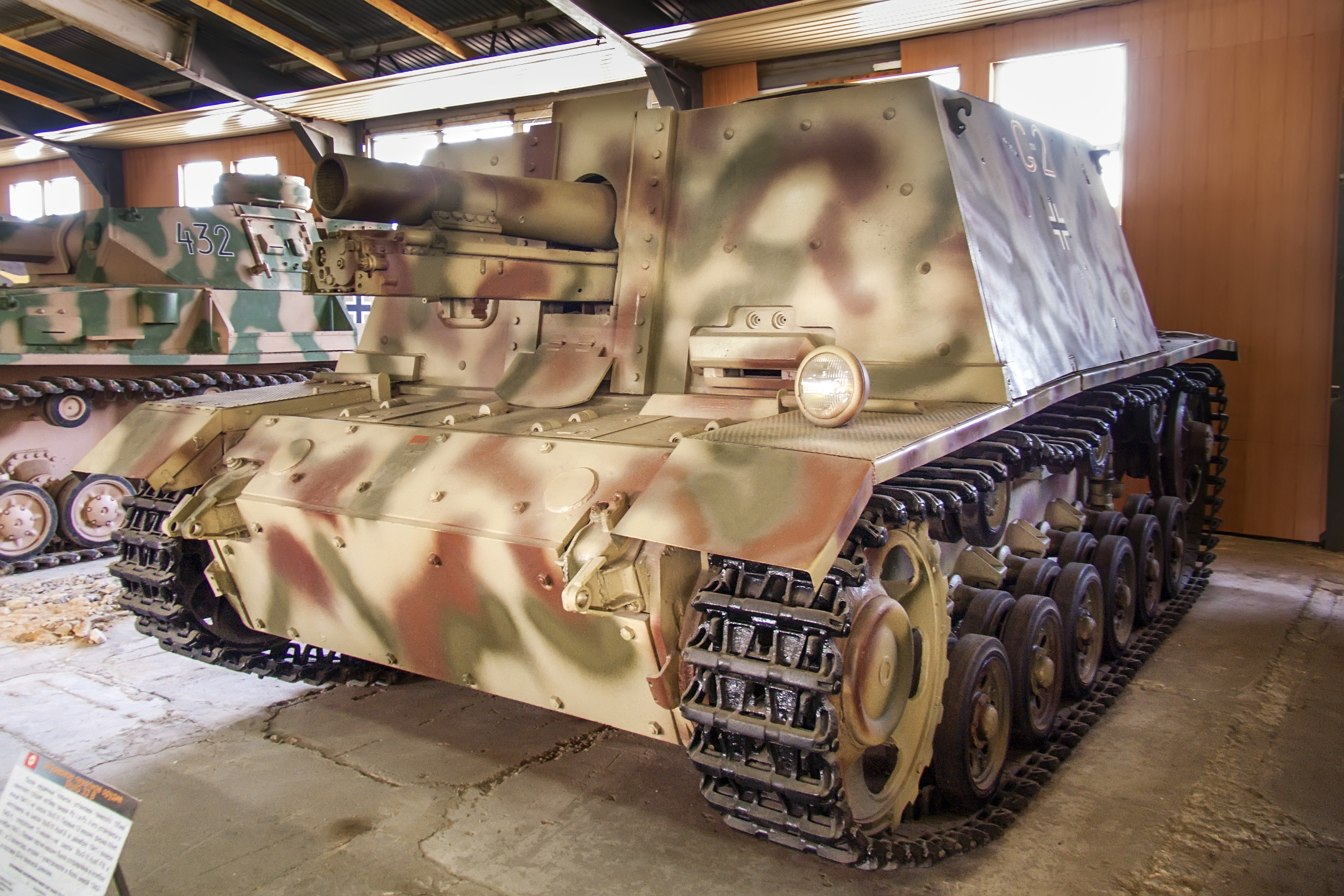
保存在庫賓卡的33B突擊步兵炮

## 構造
33B步兵突擊炮在三號突擊炮的底盤上安裝了一個重裝甲密封式戰鬥室，并安裝了一門改良型的15cm slG33重步兵炮。主炮的位置在坦克的中軸線右側，備彈量為30發。左右可以在3°的範圍內回轉，俯仰角為+25°—-6°。在戰鬥室的左側安裝了一挺7.92mmMG 34機槍，備彈量600發。射界範圍為左15°-右20°，俯仰角為+20°—-10°。

## 生産
對於33B突擊炮的生產情況，有幾種不同的說法。根據張伯倫，彼得和希拉里L.道爾所著的二戰德軍坦克百科全書的說法，阿凱特公司在1941年受命改造12輛三號突擊炮E型，在同年12月-次年1月間完成，但是這一批並沒有投入作戰。在1942年9月，軍方又下令改造12輛，同時，已經造出的12輛也進行了改造。而Trojca和Jaugitz則稱，所有24輛33B突擊炮都是於1942年9月由阿凱特公司由維修后的三號突擊炮B，C，D，E型改裝而來。

## 戰歷
最初的12輛33B突擊步兵炮於1942年10月交付德軍使用。它們被分配帶第177突擊炮營和第244突擊炮營地，并參與了斯大林格勒攻防戰。而另外的12輛原本計劃裝備在243和245突擊炮營，但因為第六軍在11月21日被蘇軍反攻並包圍，這一計劃也就不可能實施了。之後，這一批33B步兵突擊炮又分配給了第17實驗營的突擊步兵炮連（德語：Sturm-Infanterie-Geschütz-Batterie/Lehr-Batallion XVII）。該營地後來被分配給第22裝甲師，并參加了解救第6軍的作戰。但該師團在該作戰中損失慘重，其剩餘部份則被編入第23裝甲師的201戰車團直到戰爭結束。一份在1944年9月作出的報告稱：還有5輛剩餘的33B突擊步兵炮。而這也是它們最後一次在此類報告中被提及。
目前，僅存的一輛33B突擊步兵炮保存在俄羅斯的庫賓卡坦克博物館中。

## 參看
- 灰熊式突擊炮
- 三號突擊炮
- SU-152

## 腳註/來源
1. ↑  Chamberlain, Peter, and Hilary L. Doyle. Thomas L. Jentz (Technical Editor). Encyclopedia of German Tanks of World War Two
2. ↑  Chamberlain & Doyle、P81-87
3. ↑  Trojca & Jaugitz、5ページ
4. 1 2  Trojca & Jaugitz P10